# Trishul (Berg)
Der Trishul (auch Trisul; Hindi: त्रिशूल, Triśūl) ist ein 7120 m hoher Berg im südlichen Himalaya in der Garhwal-Region im Norden Indiens.

## Besteigung
Im Jahre 1907 gelang einer britisch-französischen Expedition die Erstbesteigung des Berges; dies war gleichzeitig die erste Besteigung eines Siebentausenders. Bei dieser Besteigung wurde erstmals versucht, zusätzlichen Sauerstoff als Hilfe einzusetzen; ob der mitgeführte Sauerstoff aber tatsächlich eine Hilfe war oder eher eine zusätzliche Last, konnte nicht festgestellt werden. Nach der Expedition dauerte es 21 Jahre, bis ein höherer Gipfel erreicht werden konnte.
Heute ist der Trishul einer der meistbestiegenen Siebentausender, da er relativ einfach von Almora aus zu erreichen ist.

## Nebengipfel
Der Trishul hat zwei Nebengipfel. Der Trishul II hat eine Höhe von 6690 m, der Trishul III eine Höhe von 6007 m. Beide Gipfel konnten erstmals im Jahr 1960 erstiegen werden. Eine Besteigung aller drei Gipfel auf einer Tour gelang erst im Jahr 1987.